# 奈良県大学連合
奈良県大学連合（ならけんだいがくれんごう、英称:Union of Universities in Nara Prefecture）は、奈良県にある四年制大学・大学院大学を正会員として構成する大学連携組織。

## 正会員
- 奈良教育大学
- 奈良女子大学
- 奈良先端科学技術大学院大学
- 奈良県立大学
- 奈良県立医科大学
- 畿央大学
- 帝塚山大学
- 天理大学
- 奈良大学
- 奈良学園大学
- 大阪樟蔭女子大学（関屋キャンパス）
- 近畿大学農学部
- 天理医療大学

## 特別会員
- 奈良県
- 奈良市
- 生駒市
- 天理市
- 橿原市
- 三郷町
- 広陵町
- 香芝市

## 賛助会員
- 奈良県商工会議所連合会
- 奈良県経営者協会
- 奈良経済同友会
- 奈良工業会
- 奈良県中小企業団体中央会
- 奈良県商工会連合会
- 奈良県中小企業支援センター
- 奈良労働局